# آکاسیای اشبیائی
 آکاسیا اشبیائی (نام علمی: Acacia ashbyae) نام یک گونه از سرده آکاسیا است.